# Uncinorhynchus vorago
Uncinorhynchus vorago är en plattmaskart som beskrevs av Willems, Sandberg och Jondelius 2007. Uncinorhynchus vorago ingår i släktet Uncinorhynchus, och familjen Gnathorhynchidae. Arten är reproducerande i Sverige.